# لسینوس ماسر کالوووس
گایوس لسینوس ماسر کالووس (به انگلیسی: Gaius Licinius Macer Calvus) (زاده ۸۲، در گذشته ۴۷ پیش از میلاد) یک سخنران و شاعر در روم باستان بود.
لسینوس از دوستان کاتولوس، از بزرگترین چامه سرایان روم باستان، بود. سبک اصلی لسینوس مخالف سبک آسیایی (the "Asian" school) بوده است.